# The Light Is Coming
"The Light Is Coming" (estilizado como "the light is coming") é uma canção da cantora estadunidense Ariana Grande, gravada para o seu quarto álbum de estúdio Sweetener (2018). A faixa conta com a participação da rapper trinidiana-estadunidense Nicki Minaj, e foi composta por ambas em conjunto com Pharrell Williams, sendo produzida pelo último. A canção foi lançada em 20 de junho de 2018, através da Republic Records, servindo como primeiro single promocional do disco. O videoclipe da canção foi lançado no mesmo dia do lançamento da faixa. No mesmo dia de seu lançamento, a canção alcançou o primeiro lugar do iTunes mundial.

## Antecedentes
Em 20 de abril de 2018, Grande lançou "No Tears Left to Cry" como o primeiro single do álbum Sweetener (2018). Em 27 de maio de 2018, ela disponibilizou um teaser de 21 segundos da canção "The Light Is Coming". Em 2 de junho de 2018, Grande cantou parte da canção no festival Wango Tango, transmitido pela rede de rádios norte-americana iHeartRadio, e anunciou que ele será lançado em 20 de junho de 2018, juntamente com a pré-venda de 'Sweetener Dia 18 de junho de 2018, Ariana Grande postou um teaser do vídeo clipe e anunciou que seria uma parceria com a Rebook.

## Composição
A música tem uma duração de três minutos e quarenta e oito segundos, com influências dos gêneros musicais R&B e hip hop. O som é apoiado por vocais de Grande cantando: "A luz está vindo para devolver tudo o que a escuridão roubou". A faixa contém uma "batida agitada" que é acompanhada por bateria e sintetizadores. A música contém uma amostra de um clipe da CNN de um homem que grita com o ex-senador Arlen Specter em uma reunião na prefeitura da Pensilvânia em 2009 sobre cuidados da saúde pública ("Você não deixaria ninguém falar e em vez disso!").

## Desempenho nas tabelas musicais

### Posições
| Tabela musical (2018)              | Melhor posição |
| ---------------------------------- | -------------- |
| Austrália (ARIA)                   | 60             |
| Canadá (Canadian Hot 100)          | 63             |
| Escócia (Scottish Singles Chart)   | 22             |
| Estados Unidos (Billboard Hot 100) | 89             |
| Hungria (Single Top 40)            | 24             |
| Irlanda (IRMA)                     | 78             |
| Nova Zelândia (RMNZ Heatseekers)   | 2              |
| Países Baixos (Single Top 100)     | 81             |
| Reino Unido (UK Singles Chart)     | 57             |